# اس‌ام‌اس رون
اس‌ام‌اس رون (به انگلیسی: SMS Roon) یک کشتی بود که طول آن ۴۱۹ فوت (۱۲۸ متر) بود. این کشتی در سال ۱۹۰۳ ساخته شد.